# فريدريش أولتمان
فريدريش أولتمان (بالألمانية: Friedrich Oltmanns)‏ (و. 1860 – 1945 م) هو عالم نبات من ألمانيا .
وكان عضو في الأكاديمية الألمانية للعلوم ليوبولدينا، والأكاديمية البروسية للعلوم .
توفي في فرايبورغ ، عن عمر يناهز 85 عاماً.